# 神界：原罪2
《神界：原罪2》是一部由拉瑞安工作室于2017年9月14日在Microsoft Windows上全球同步发行的角色扮演游戏，也是2014年游戏《神界：原罪》的续作，《神界》的前传。这部游戏以其丰富的游戏内容与优秀的交互性受到了广泛好评，部分评论家甚至将其誉为有史以来最好的角色扮演游戏之一。同时这部游戏在商业上也很成功，仅仅两个月内就获得了超过100万份的销量。2018年8月31日，包含免费DLC《Sir Lora》的《神界：原罪2 - 终极版》在Microsoft Windows平台上发布，2019年2月1日，于MacOS平台发布。2019年9月4日，於任天堂Switch平台發售。

## 游戏玩法
与《神界：原罪》一样，玩家可以以小队一员的身份进行单人游戏，也可以与三名同伴一起进行多人游戏。基于玩家在游戏过程中的选择，游戏包含多个不同结局。
玩家可以直接使用一些有独立剧情的游戏预设角色，也可以创建自己的角色，可变更内容包括：角色的属性，种族，性别与技能等。玩家可以与最多三名队友同行，而Steam创意工坊提供的Mod则可以将队友的上限提升至六人。小队中的队友都是可以完全操控的，而且根据每个队友的特点不同，他们还可以与环境或者其他NPC有着不同的互动。玩家可以将小队拆分并分别控制各分组，使用得当的话可以在不同的情况下发挥奇效。
游戏同时支持线上多人模式与局域网多人模式，而在多人模式中，玩家既可以相互合作也可以相互竞争。合作模式下其他玩家控制的角色将代替单人模式中的队友，竞争模式则是将两队玩家放置在一张地图上互相战斗游戏还有技能定制系统，这一系统允许玩家选择与改变角色的技能组合以应对不同的情况。

## 开发
这款游戏的制作消息于2015年8月12日首次公布。8月26日，开发商宣布游戏将登陆众筹平台Kickstarter以获取更多开发资金。这一众筹项目在12小时内便完成了筹集500, 000美元的计划。 而一些额外目标甚至在被公布之前就已经达成了。最终，众筹项目筹集了超过两百万美元，达成了所有的额外目标。此后，Larian再次宣布重新启动Kickstarter上的项目以便倾听玩家的意见并改善游戏的内容。 由于系列原配乐基里尔·波克洛维茨基于2015年逝世，本作配乐工作由伯里斯夫·斯莱沃弗进行。
游戏于2016年9月25日在Windows平台上放出试玩版本，而完整版本则于2017年9月14日发售。尽管游戏发售当天Larian所在的根特发生了停电事件，但游戏还是按时登陆发售平台，并以75, 000位的同时游玩人数成为当时Steam上同时游玩人数最多的游戏。

## 评价
根据Metacritic的综述汇总，《神界：原罪2》受到了广泛好评。 多位评论家与出版商认为该游戏是史上最优秀的RPG之一。 《Eurogamer》的瑞克·莱恩将它称为“杰作”，认为自己将有很长一段时间无法再玩到如此“有丰富选择而富有魅力”的游戏， 而《Rock Paper Shotgun》的亚当·史密斯则认为很少有游戏可以让玩家体会到比《神界：原罪2》中更好的故事。来自《IGN》的雷夫·约翰逊盛赞了游戏的剧情，任务，战斗与可重复游玩性，并将其称为最伟大的RPG之一，GameSpot给出了10/10的满分好评，而目前为止仅有14款游戏得到了GameSpot给出的这个分数。《US Gamer》的迈克·威廉姆斯称其为CRPG游戏的“巅峰之作”，盛赞了它的角色设计，剧情选项，场景设计与战斗机制。《Metro》同样将其称为史上最优秀的CRPG之一，盛赞它的复杂性，灵活性与交互性。Polygon的珍妮·霍金斯对这款游戏的评价比大部分人的要低，称它“雄心勃勃但没有把碎片拼到一起”。PC Gamer将这款游戏选为2017年的“年度游戏”。
游戏在发行之后一个月内便售出70万份，而在2017年11月之前售出了超过100万份。

## 其他链接
- 官方网站（英语）